# Carl-Jacob-Burckhardt-Gymnasium

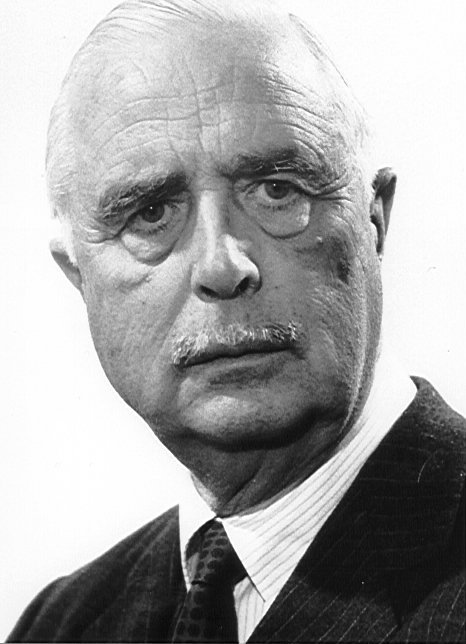
Carl Jacob Burckhardt

Das Carl-Jacob-Burckhardt-Gymnasium ist ein neusprachliches und mathematisch-naturwissenschaftliches Gymnasium im Stadtteil St. Lorenz Nord der Hansestadt Lübeck. Das Gymnasium wurde 1957 gegründet. Das Carl-Jacob-Burckhardt-Gymnasium ist eine UNESCO-Projektschule.

## Gründung und Namensgebung
Nach dem Zweiten Weltkrieg hatte sich die Einwohnerzahl Lübecks durch den Zustrom von Flüchtlingen nahezu verdoppelt; infolgedessen waren auch die fünf existierenden Gymnasien völlig überfüllt. Die Lübecker Bürgerschaft beschloss daher die Errichtung eines sechsten Gymnasiums zum 1. April 1957. Die Schule nahm ihre Arbeit mit acht Klassen auf, die zunächst in der Holstentor-Mittelschule in der Wendischen Straße untergebracht waren. An der Ziegelstraße im dichtbesiedelten Stadtteil St. Lorenz wurde ein großzügiges neues Gebäude errichtet, das am 21. Oktober 1957 zum Teil, im Frühjahr 1958 komplett bezogen und am 16. April feierlich eingeweiht wurde. Nachdem der Schulausschuss der Bürgerschaft sich für den Namen „Leibniz-Gymnasium“ ausgesprochen hatte, beschloss der Senat am 26. Februar 1958, das Gymnasium nach dem Schweizer Diplomaten, Essayisten und Historiker Carl Jacob Burckhardt zu benennen, der als Präsident des Internationalen Komitees vom Roten Kreuz 1950 zum Ehrenbürger der Stadt Lübeck ernannt worden war. Burckhardt selbst besuchte die Schule zweimal, am 6. Juni 1959 und am 20. Oktober 1965. Die Schule wurde von Anfang an koedukativ geführt. Erster Schulleiter (bis 1972) wurde Rudolf Drinkuth (1907–1991), NSDAP-Mitglied seit 1931, der während der NS-Zeit 1935 Direktor des Johanneums geworden war, 1945 als exponierter Nationalsozialist entlassen wurde, aber wenig später in den Schuldienst zurückkehren durfte.

## Jubiläum 2007
Beim Festakt zum 50-jährigen Bestehen der Schule am 6. Juli 2007 wurde ein Porträt von Carl Jacob Burckhardt enthüllt. Aus diesem Anlass war ein Enkel des Namensgebers, der Schweizer Jean-Vital de Muralt, nach Lübeck gekommen.
Im Rahmen des Jubiläumsjahres wurde der Schulhof im September 2007 mit Hilfe von Eltern, Lehrern und Schülern umgestaltet.
Auf dem Schulhof sind Entspannungs- und Ruhezonen sowie diverse Aktivbereiche (Klettergerüste, Basketballfeld, Fußballfeld mit Umrandung) entstanden.

## Lage und Ausstattung
Das Gymnasium, welches größtenteils im Grünen liegt, hat seit der Schulhofumgestaltung im Jahr 2007 einen attraktiven Schulhof mit vielen Sitz- und Spielmöglichkeiten. In unmittelbarer Nähe der Schule befinden sich ein Sportplatz und eine Schwimmhalle. Die Schule besitzt eine Cafeteria mit privatem Pächter, moderne naturwissenschaftliche Fachräume und externe Klassenräume für die fünften Klassen, welche im Jahr 2006 neu erbaut worden sind. Außerdem gibt es in der Schule zwei Computerräume, in denen Unterricht stattfindet, sowie einen Computerraum für Schüler, der in den Pausen und Freistunden genutzt werden kann. Auch über eine Aula, in der Theaterstücke aufgeführt werden und andere Veranstaltungen stattfinden, verfügt das Carl-Jacob-Burckhardt-Gymnasium. Außerdem wurde eine Mensa gebaut.
Besondere Unterrichtsformen und Projekte:
Die Schule betreibt spezielle Streicher- und Bläserklassen für die Fünft- und Sechstklässler, in denen ein Streich- bzw. Blasinstrument erlernt wird. Sie hat außerdem eine Big-Band, eine Theatergruppe, zwei Orchester, einen Chor sowie eine Schülerzeitung. Internationale Beziehungen werden durch Austausch gepflegt. Am Carl-Jacob-Burckhardt-Gymnasium ist eine Computer-Ausbildung Pflichtunterricht. Schüler haben ebenfalls die Möglichkeit, ein EDV-Zertifikat und ein Computer-Zertifikat für Administratoren von der Industrie- und Handelskammer zu erwerben. Die Schule unterstützte durch den Adventsbasar jahrelang das Straßenkinderprojekt AMANECER in Cochabamba (Bolivien), jetzt geht ein Großteil der Einnahmen an das Projekt HOKISA (Homes for Kids in South Africa) in Kapstadt, das von Aids betroffenen Kindern und Jugendlichen hilft.

## Persönlichkeiten

### Schüler
- Otto Beckmann (* 1945), Maler und Grafiker, Abitur 1966
- Björn Böhning (* 1978), SPD-Politiker, Abitur 1998
- Gisela Böhrk  (* 1945), SPD-Politikerin, Bildungs-, Kultur- und Frauenministerin in Schleswig-Holstein, Abitur 1965
- Gerrit Koch (* 1969), Jurist und FDP-Politiker, Abitur 1989
- Udo Lumma (1941–2006), SPD-Politiker, Abitur 1962
- Wolfgang Mieder (* 1944), Germanist
- Andreas Pangritz (* 1954), evangelischer Theologe
- Michael Reinecke (1950–2022), Musiker, Schlagerkomponist und -produzent, Abitur 1970
- Christoph Strehl (* 1968), Sänger (Tenor), Abitur 1988
- Klaus Ungerer (* 1969), Autor, Abitur 1988

### Lehrer
- Karl Gieth (1904–2001), Maler, Grafiker und Keramiker (Kunsterzieher von 1951 bis 1973)
- Hans Niehaus (* 1953), Komponist und Gymnasiallehrer
- Stephan Noth (1943–2014), Theologe und Germanist, Oberstudiendirektor (Deutsch und Religion von 1974 bis 1990)